# Kunst am Campus

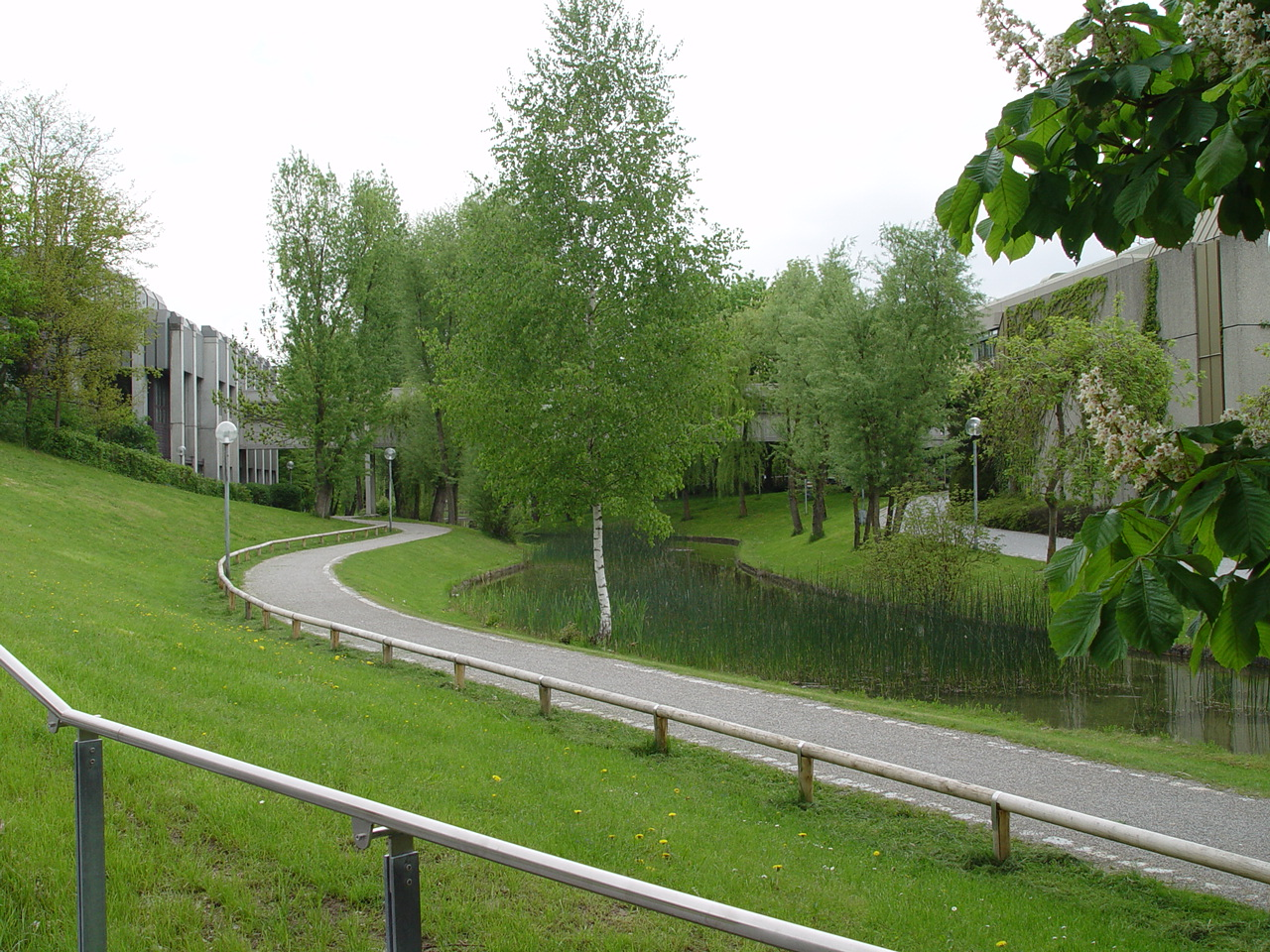
Campus van de Universiteit Augsburg

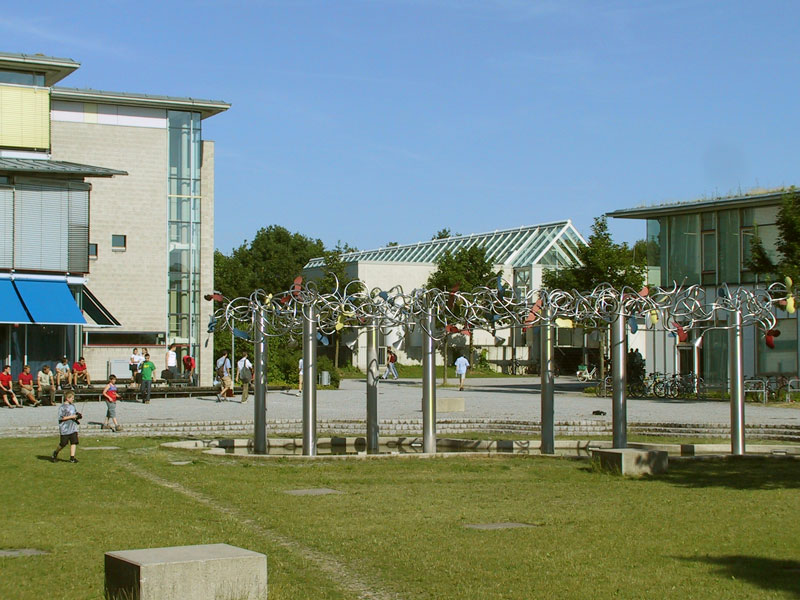
Kunst am Campus met Brunnen van Erika Berckhemer

Kunst am Campus is een beeldenroute op de campus van de Universiteit Augsburg in de Duitse stad Augsburg.

## Geschiedenis
De beeldenroute, die 24 sculpturen toont van de ongeveer 50 aanwezige kunstwerken op de universiteitscampus, werd in 2005 ontworpen en in een brochure gepubliceerd naar aanleiding van het seminar Gegenwartskunst im öffentlichen Raum. Dit seminar werd georganiseerd door de faculteit kunstpedagogiek ter gelegenheid van het 35-jarig bestaan van de Universiteit van Augsburg. De collectie toont moderne en hedendaagse beeldhouwkunst van Duitse en internationale kunstenaars.

## Collectie
1. Raoul Ratnowsky : Räumeverwandlung (Lukas Kap. 24) (1973)
2. Erich Schelenz: Vogel beim Nestbau (1976)
3. Herbert Peters : Stele, Lagerndes Steinpaar, Brunnenschale (1978)
4. Wolfgang Bier : Kopfform (1978)
5. Alf Lechner : Augsburger Dreiecke (1978)
6. Hans Jürgen Breuste : Rasterversion Drogheda (1982)
7. Christa von Schnitzler : Stele "Mädchen" (1983)
8. Alf Schuler : Rohr-Seil-Arbeit (1983)
9. Lothar Fischer : Mann und Frau sich gegenübersitzend (1983)
10. Michael Croissant : Kopf (1984)
11. Leo Kornbrust : Zerlegter Kubus zum Thema menschliche Figur, Kopfbereich (1984)
12. Jürgen Goertz : Archiva '87 (1989)
13. Nikolaus Gerhart : Entkernter Granit (1989)
14. Raimer Jochims : Wandrelief (1989)
15. Joachim Bandau : Stele - Kern und Hülle (1989)
16. Klaus Goth : Ohne Titel (1990)
17. Erika Berckhemer : Brunnen (1995)
18. Edgar Knoop : Mikado (1996)
19. Hermann Kleinknecht : Stahlband (1998)
20. Hiromi Akiyama : Koordinaten nach Süden geöffnet, Koordinaten nach Norden geöffnet (1998)
21. Jonathan Borofsky : Flying Mann/I dream I could Fly (1985) - geïnstalleerd in 2000
22. Sabrina Hohmann : Gesetz (1998)
23. Yoshiyuki Miura : Wandel (1998)
24. Nils-Udo : Novalis Hain (1998)

## Fotogalerij

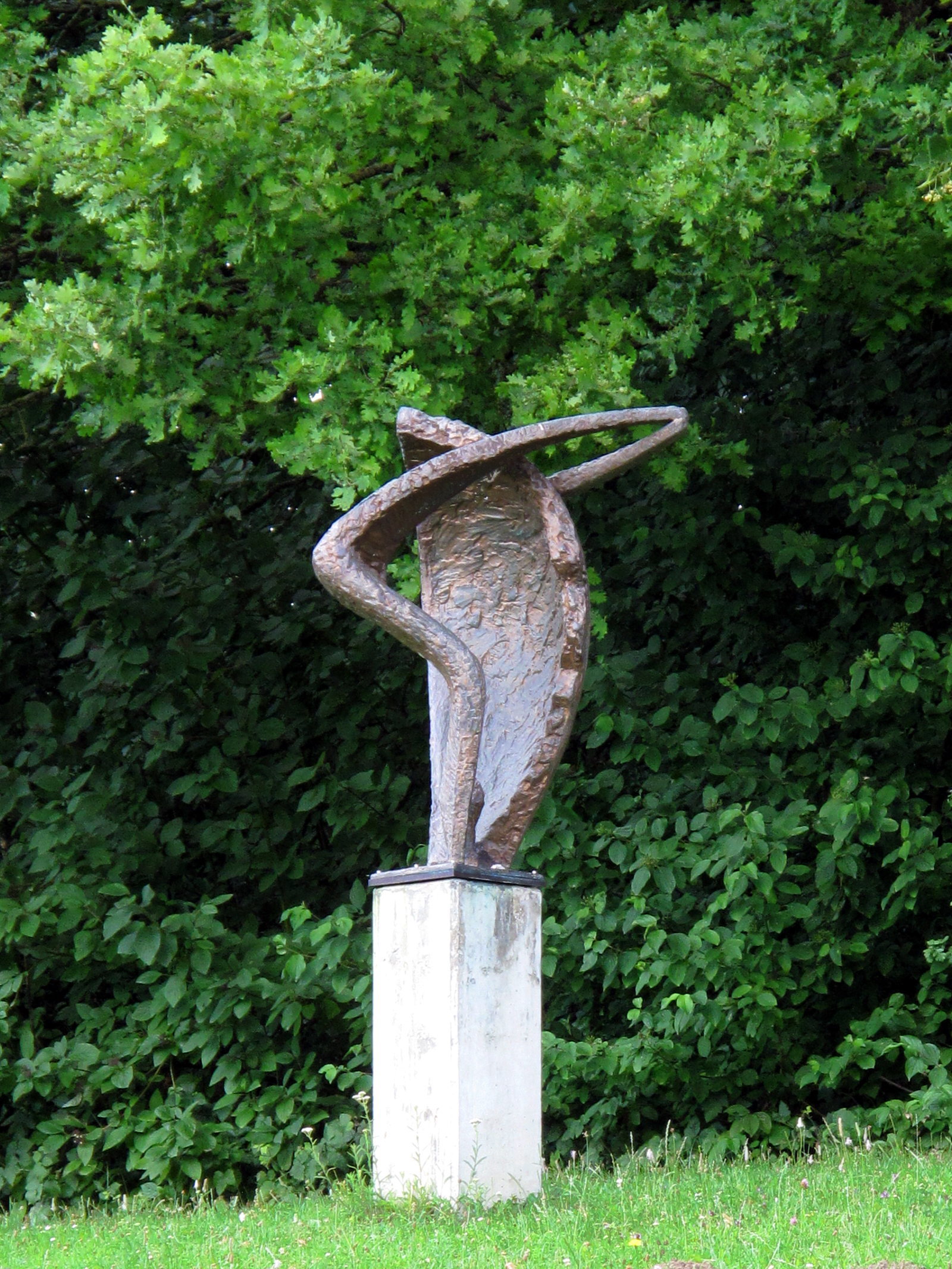
Nr. 1 : Räumeverwandlung van Raoul Ratnowsky
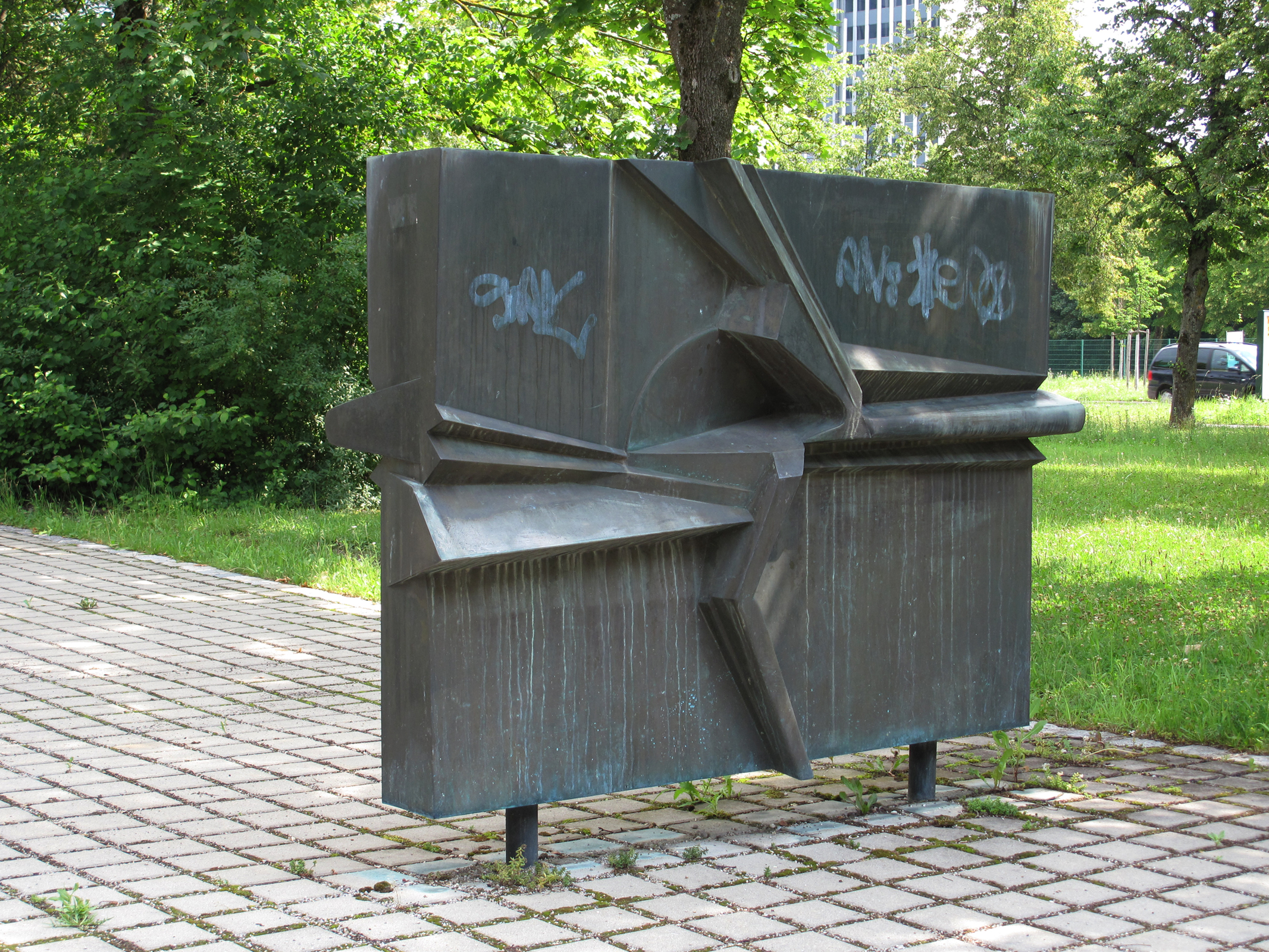
Nr. 2 : Vogel beim Nestbau van Erich Schelenz
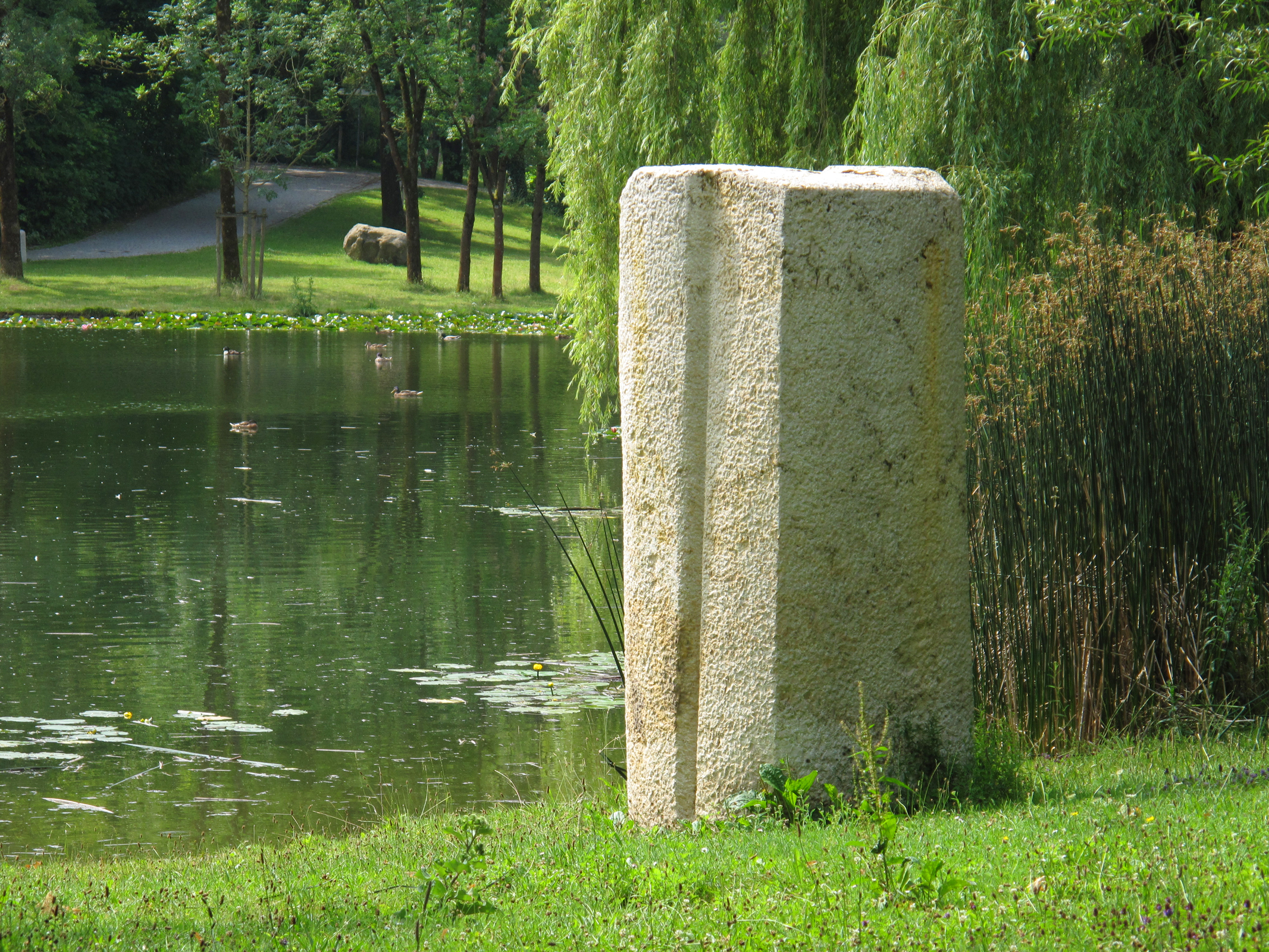
Nr. 3 : Stele van Herbert Peters
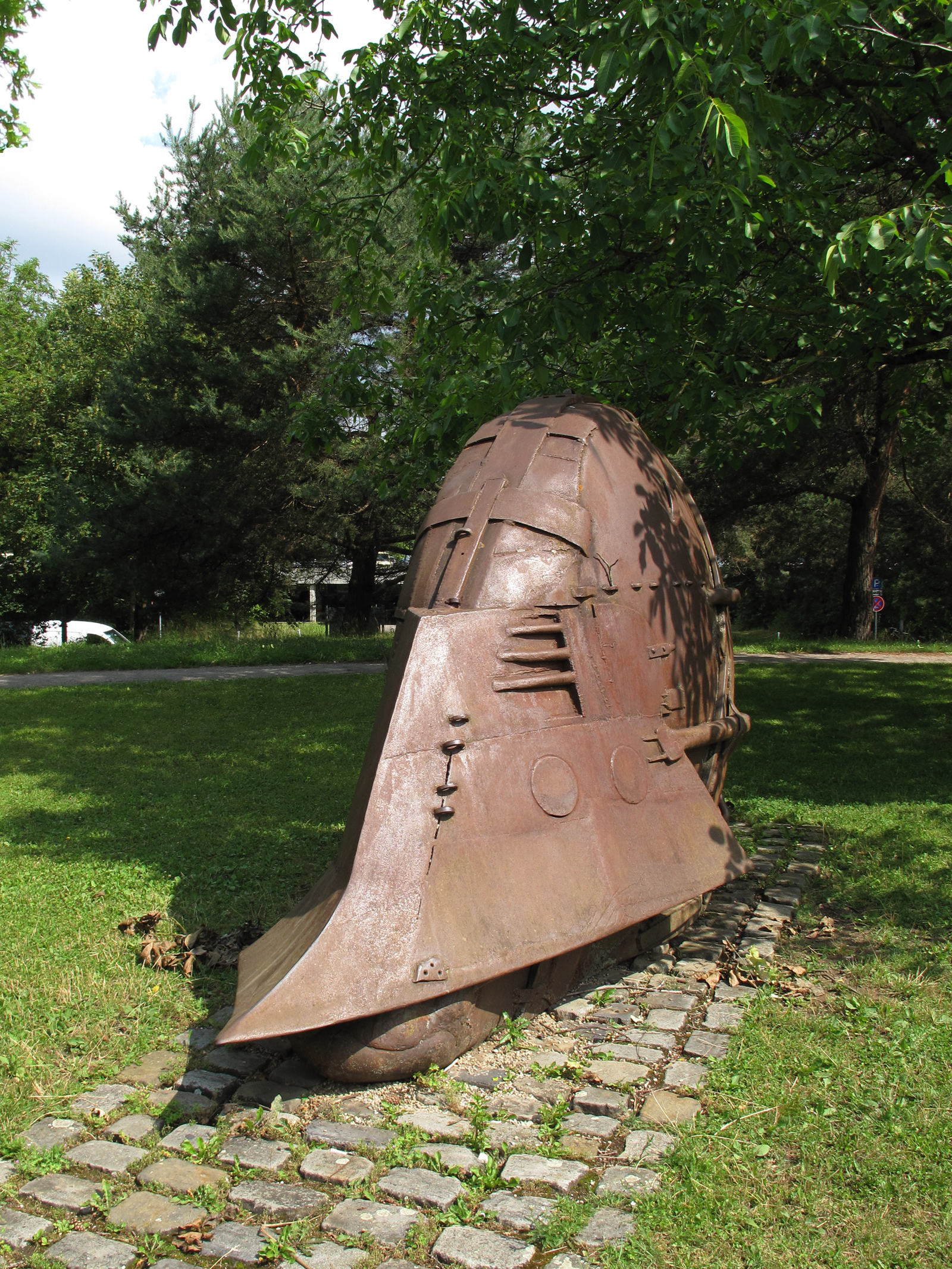
Nr. 4 : Kopfform van Wolfgang Bier
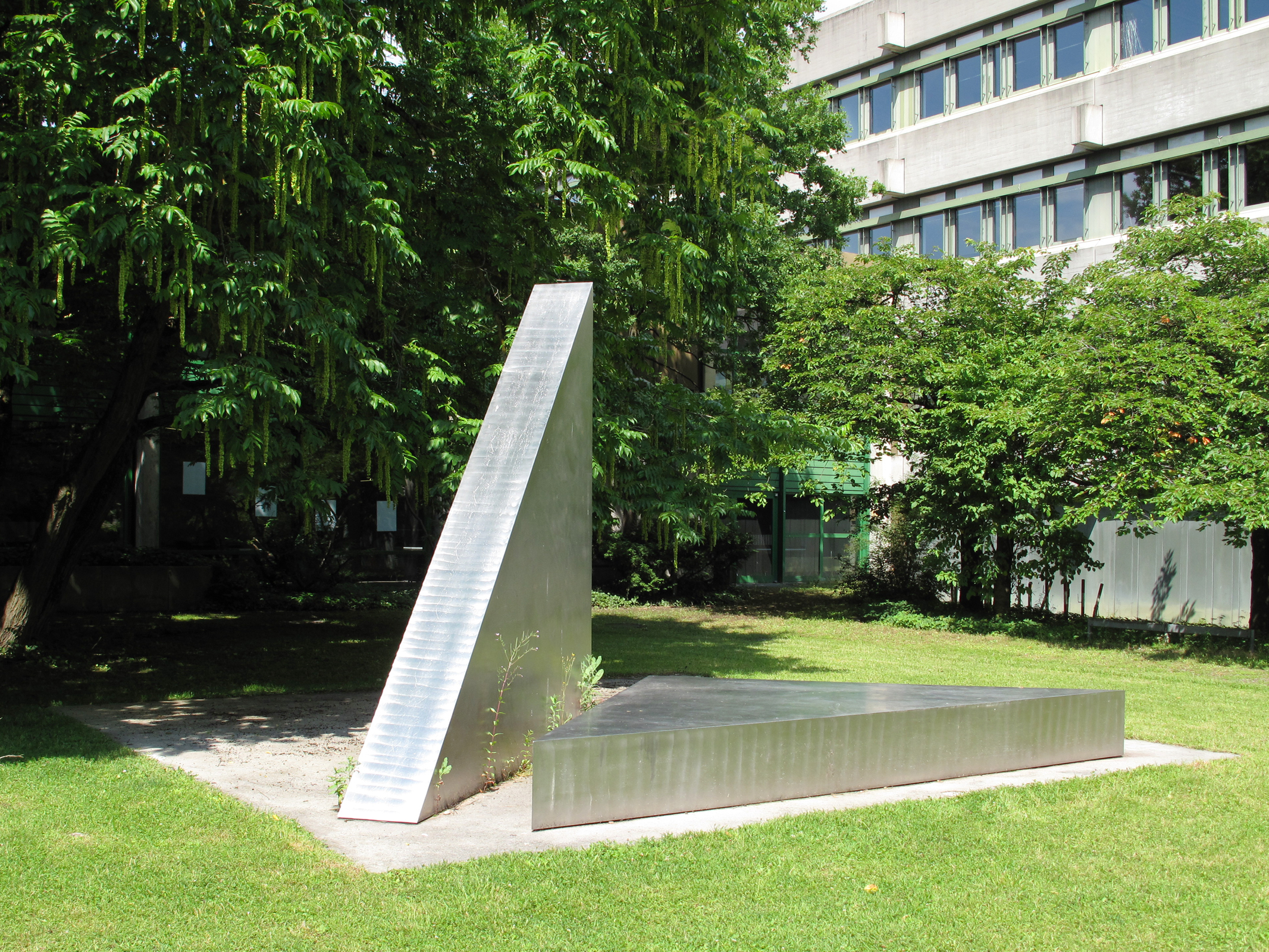
Nr. 5 : Augsburger Dreiecke van Alf Lechner
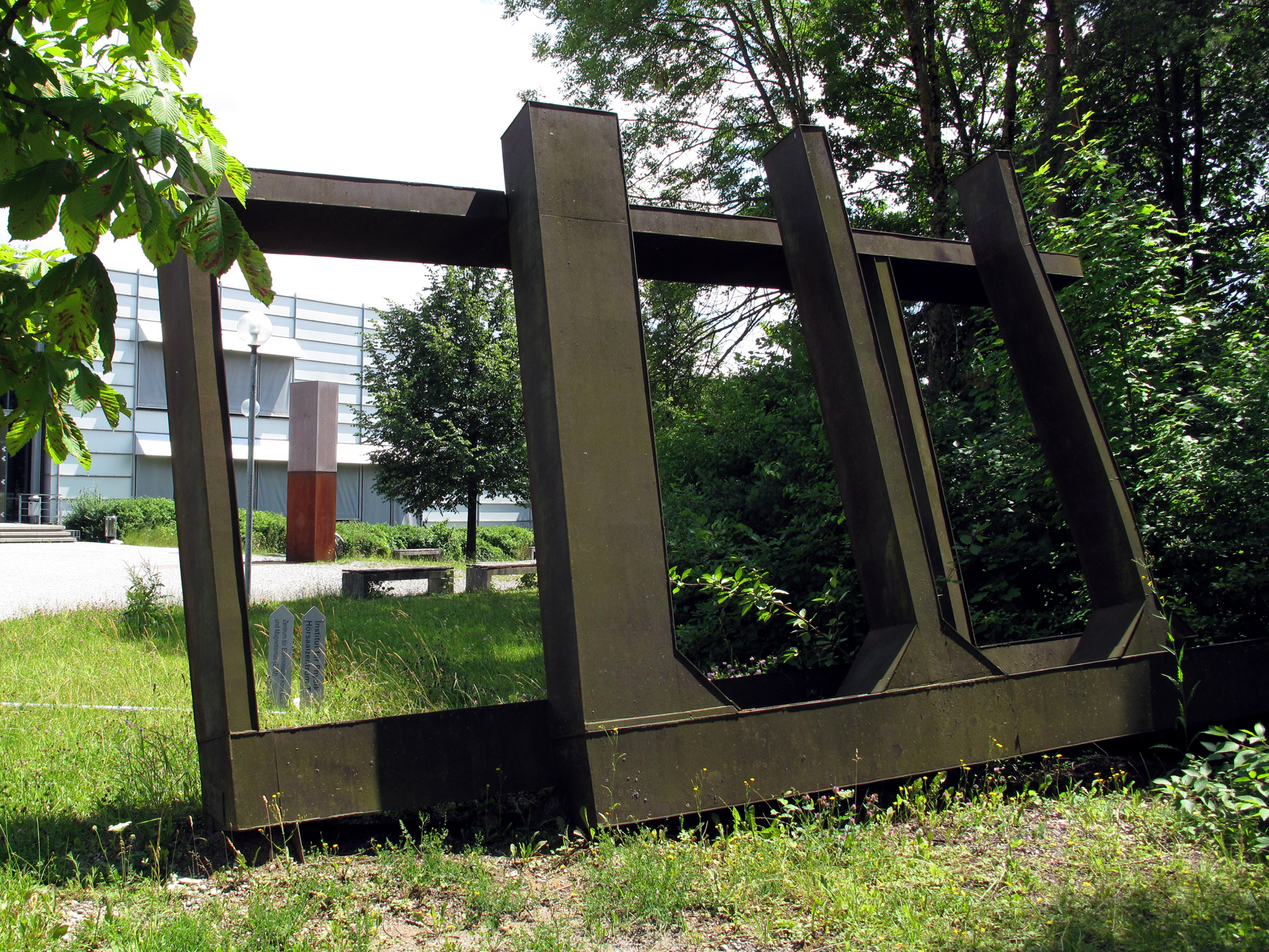
Nr. 6 : Rasterversion Drogheda van Hans-Jürgen Breuste
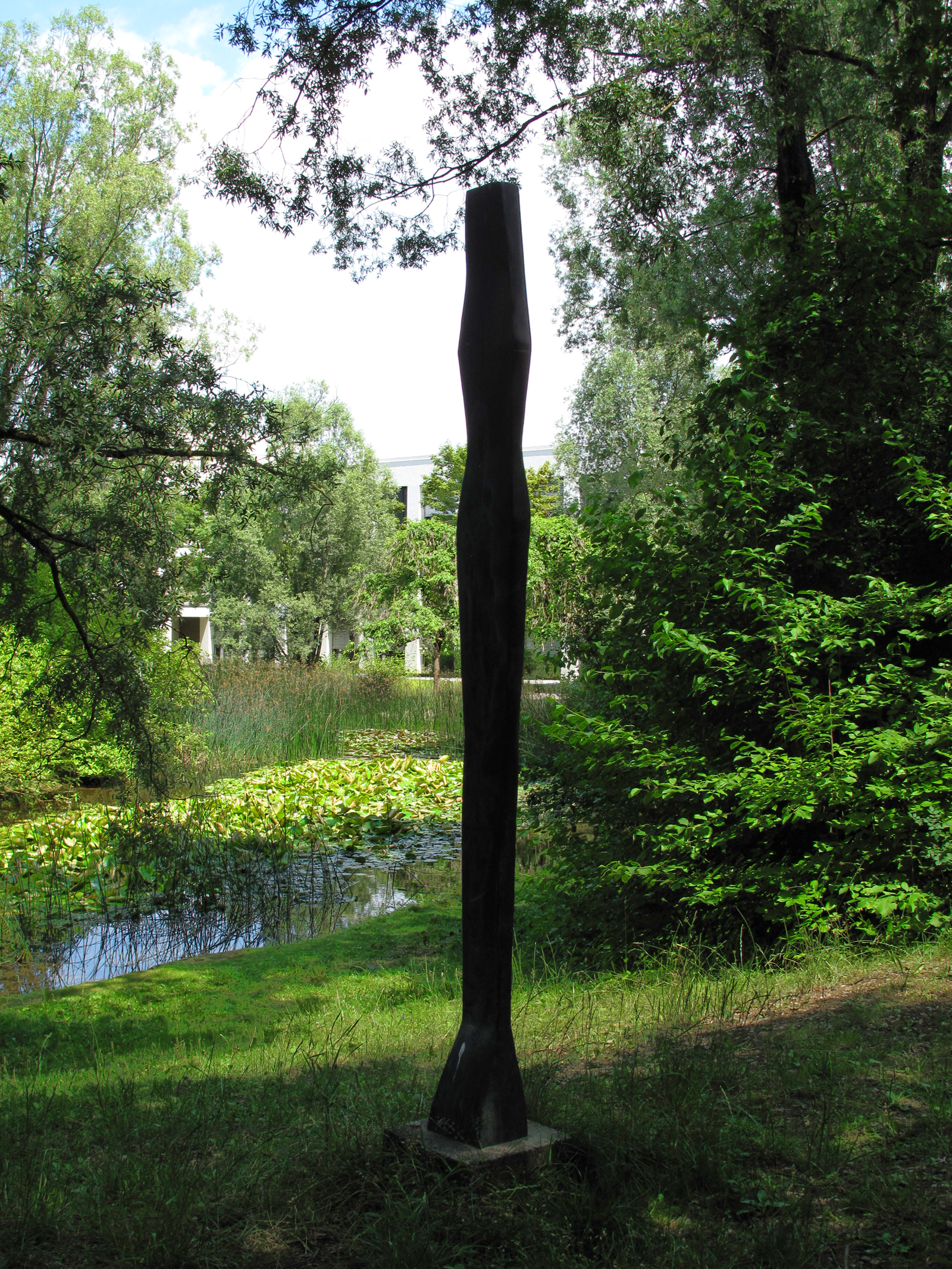
Nr. 7 : Stele "Mädchen" van Christa von Schnitzler
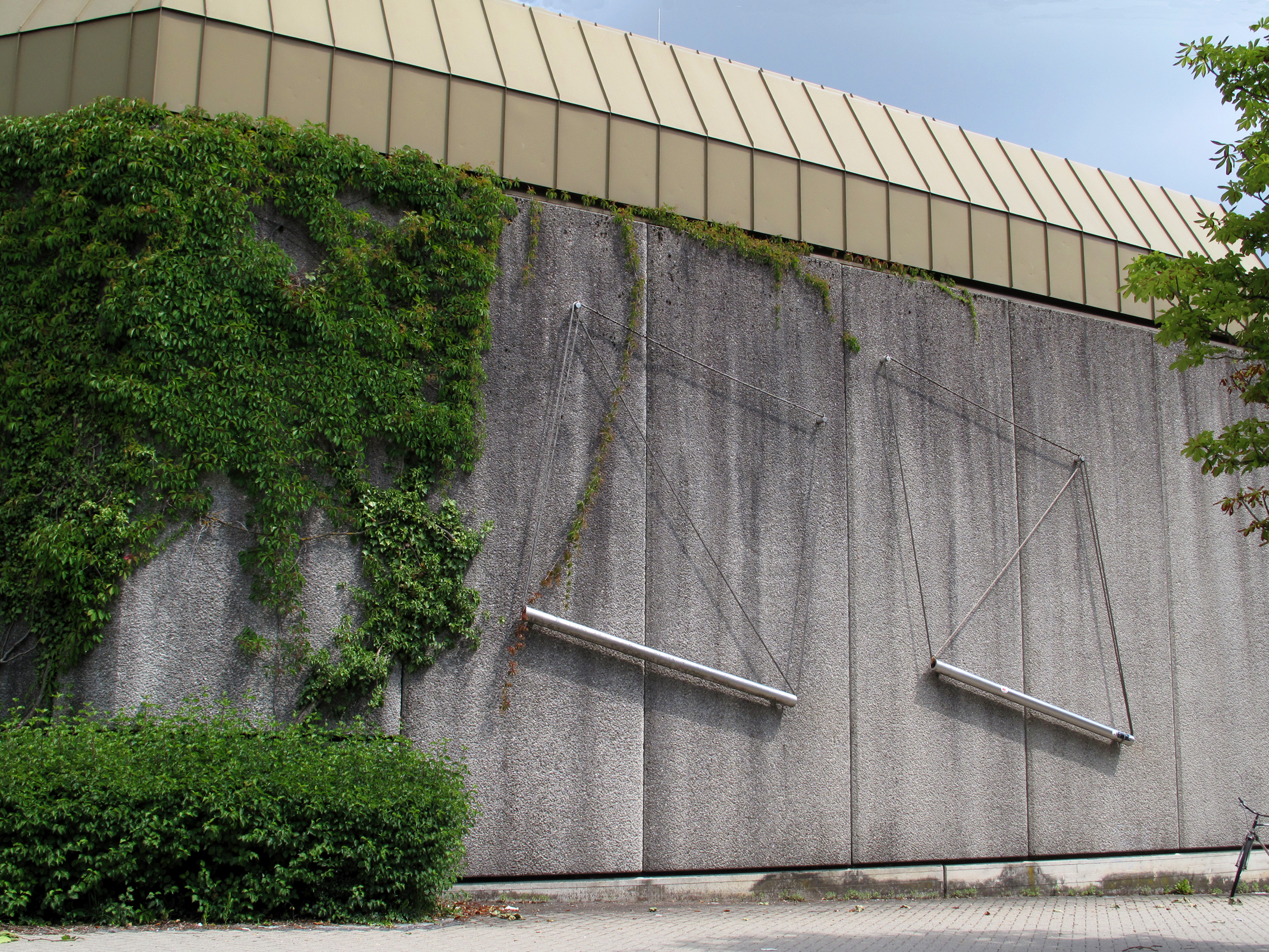
Nr. 8 : Rohr-Seil-Arbeit van Alf Schuler
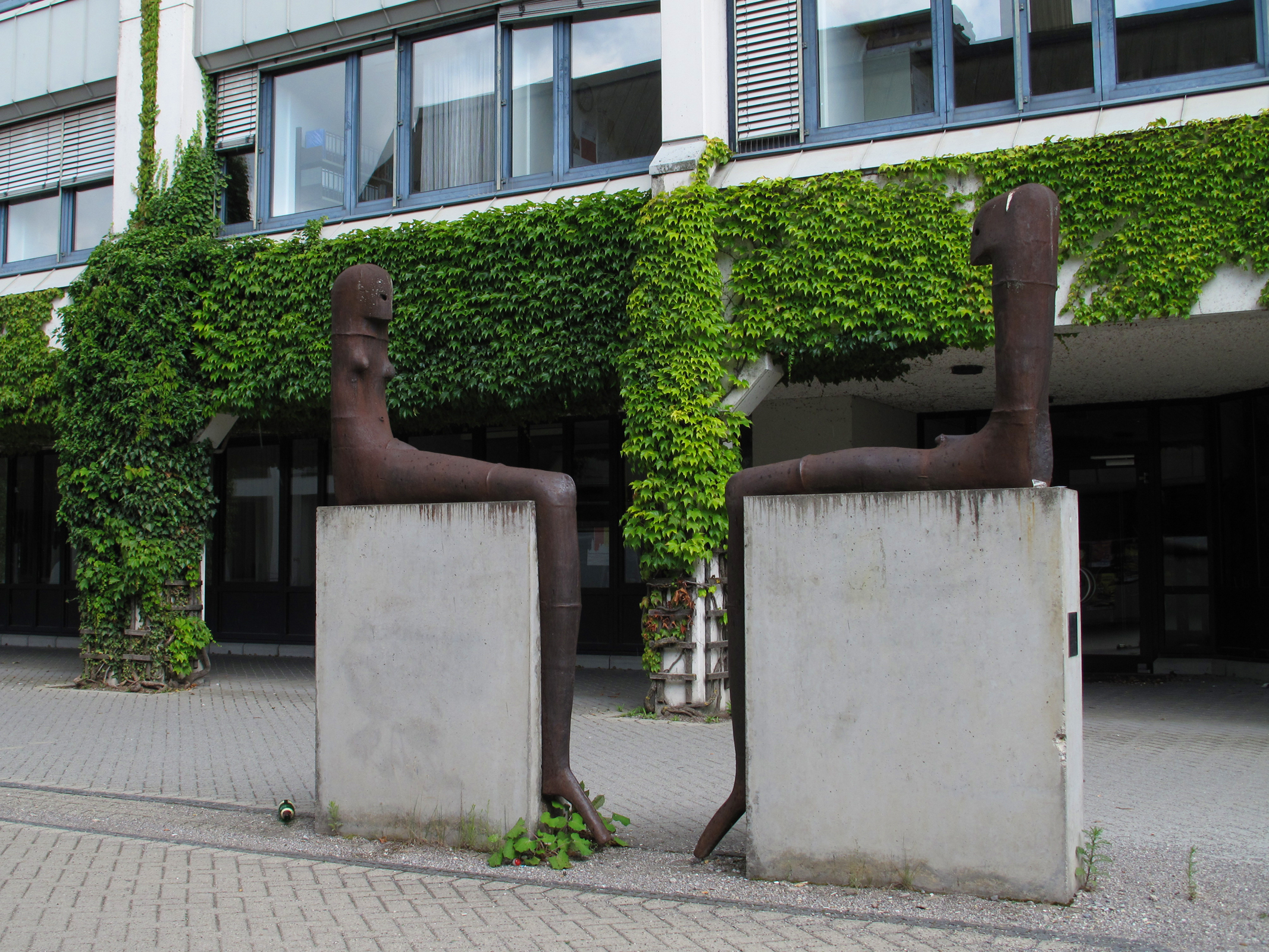
Nr. 9 : Mann und Frau sich gegenübersitzend van Lothar Fischer
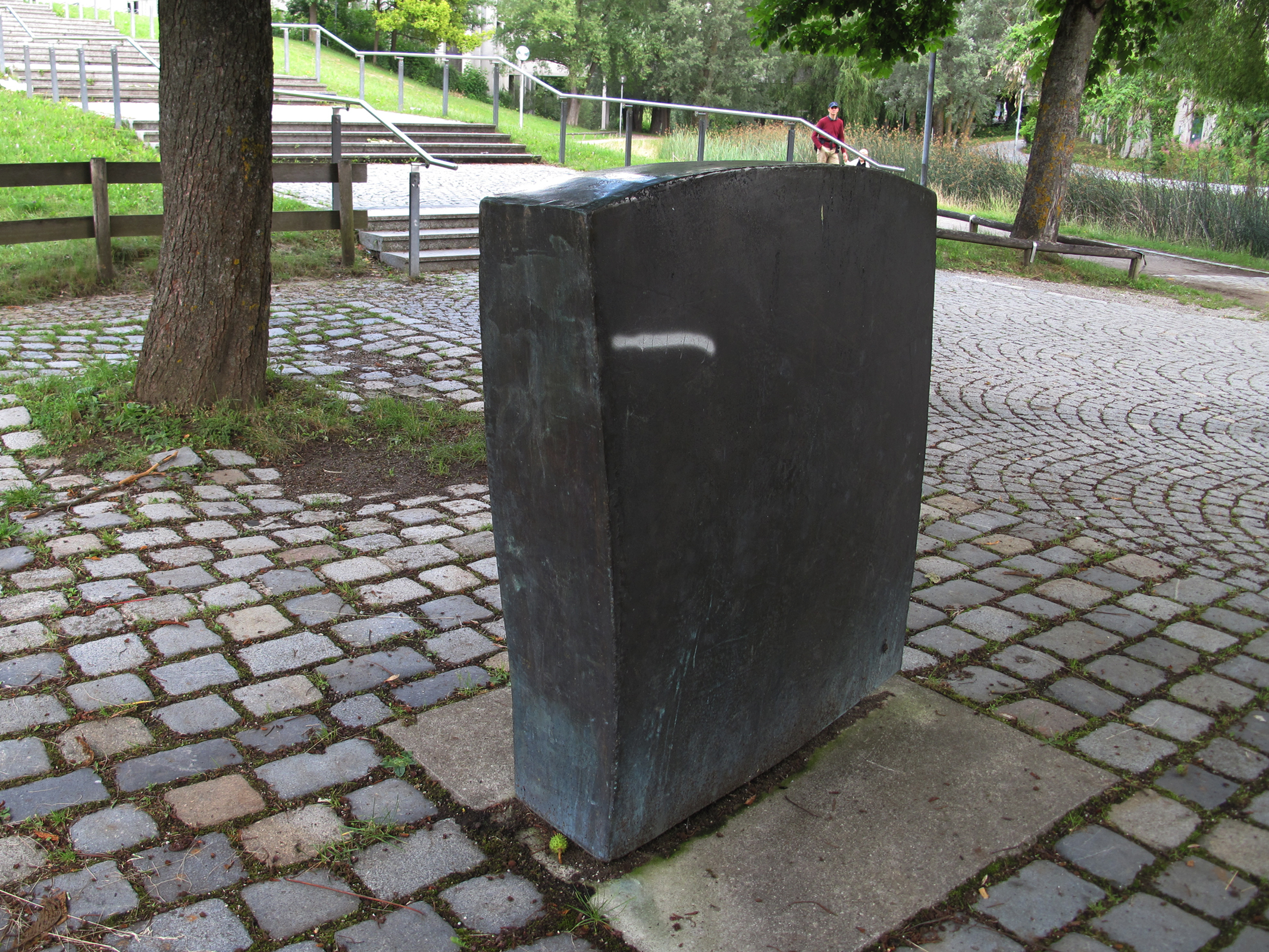
Nr. 10 : Kopf van Michael Croissant
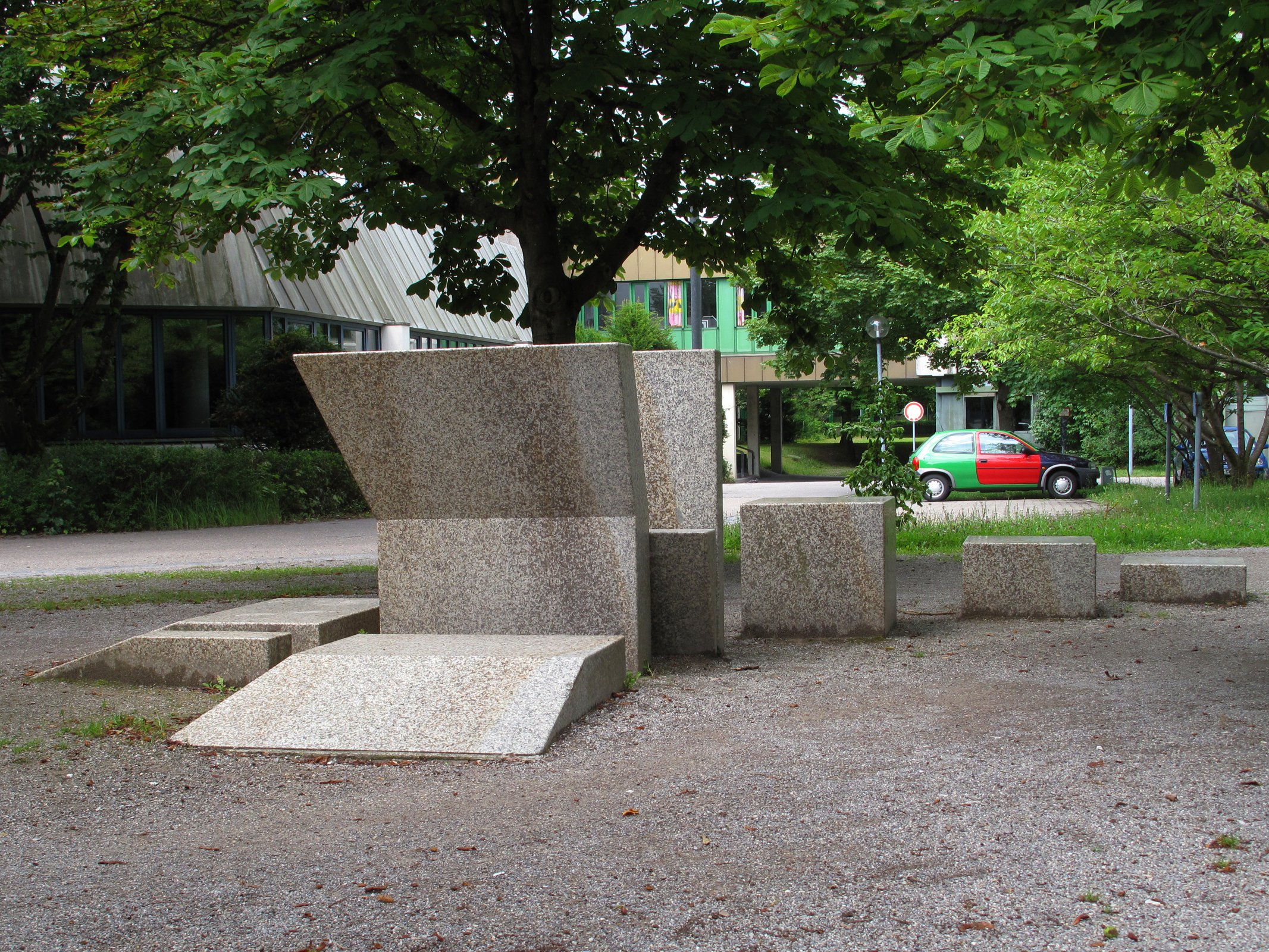
Nr. 11 : Zerlegter Kubus .. van Leo Kornbrust
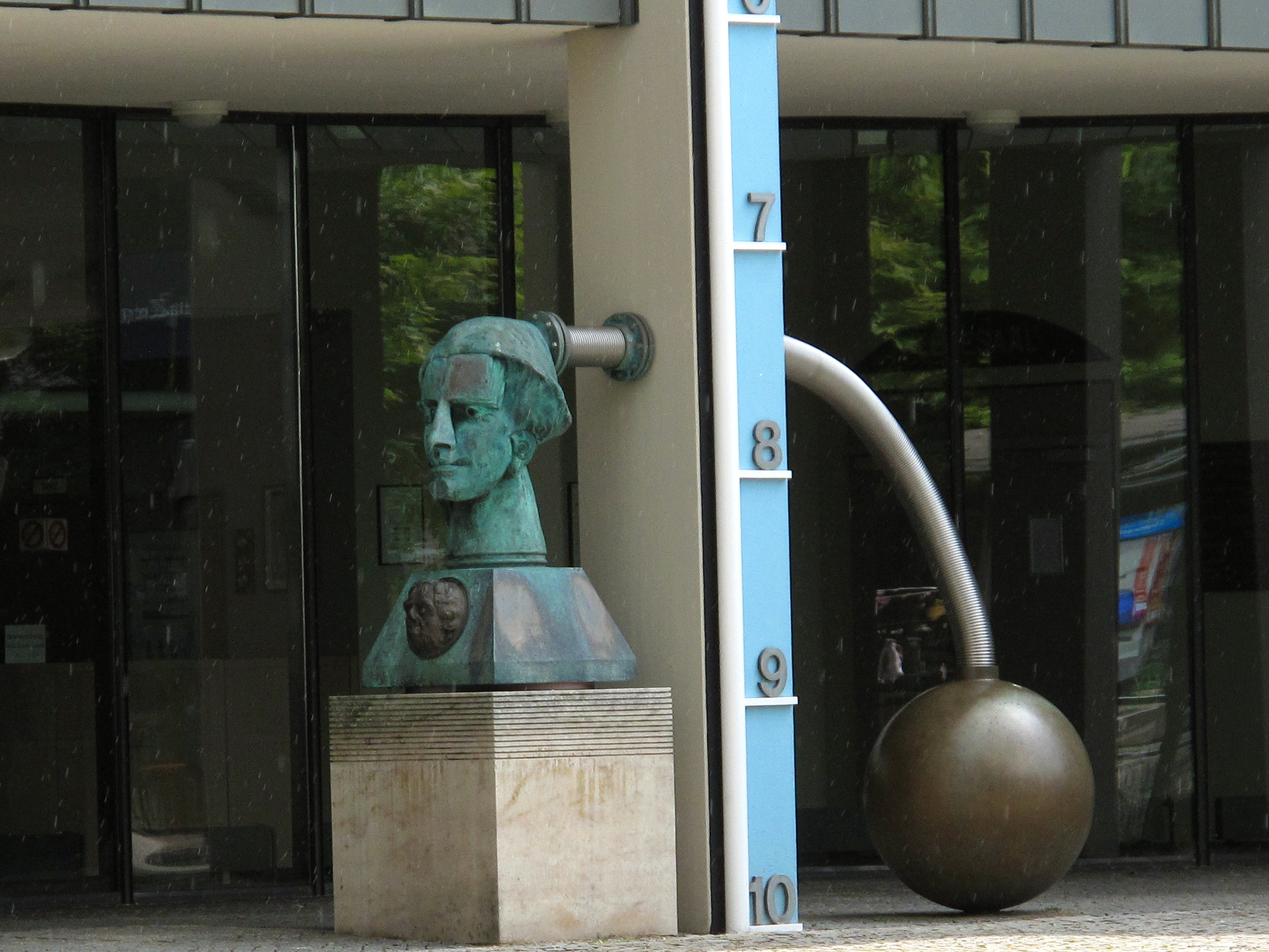
Nr. 12 : Archiva '87 van Jürgen Goertz
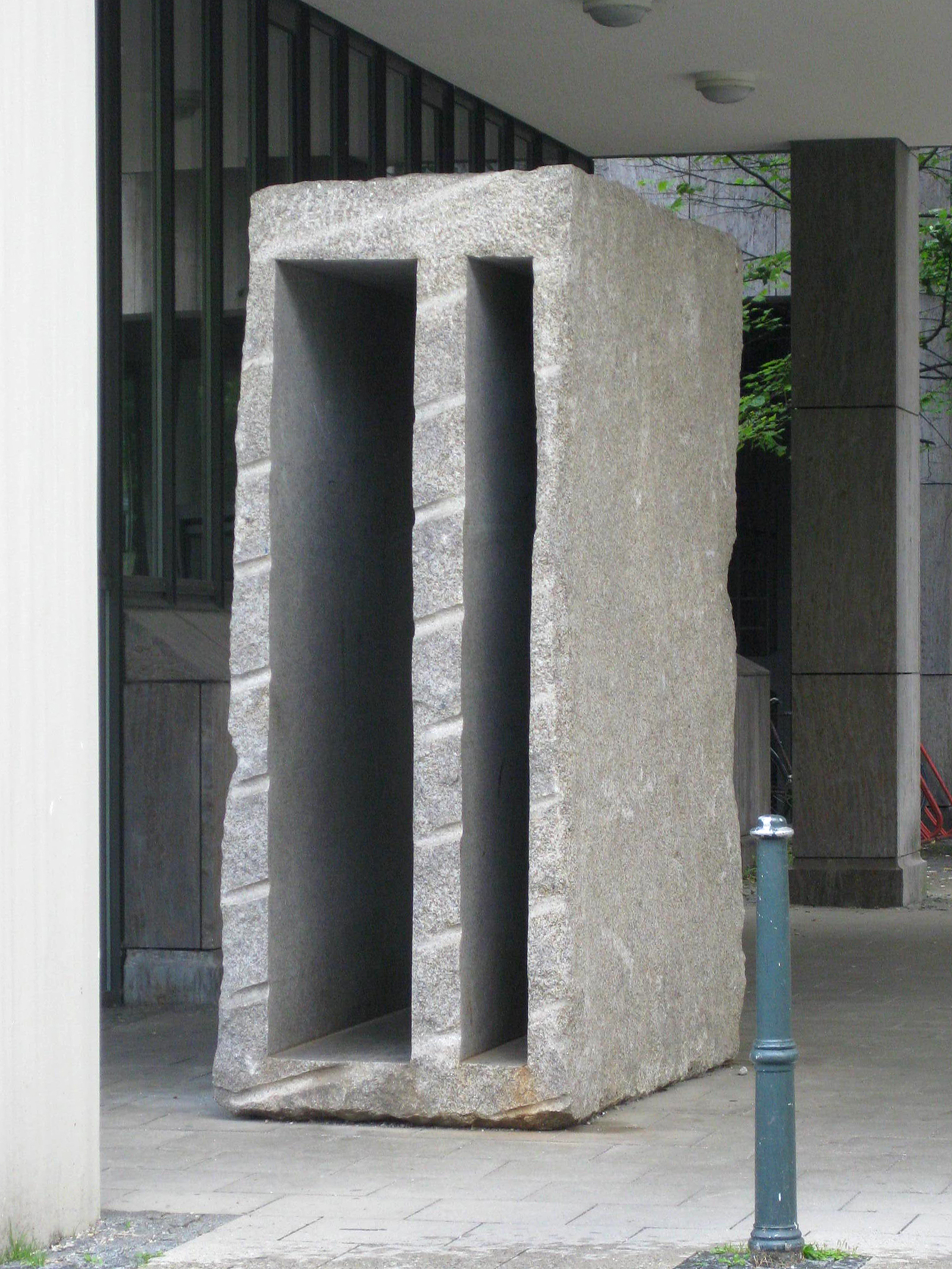
Nr. 13 : Entkernter Granit van Nikolaus Gerhart
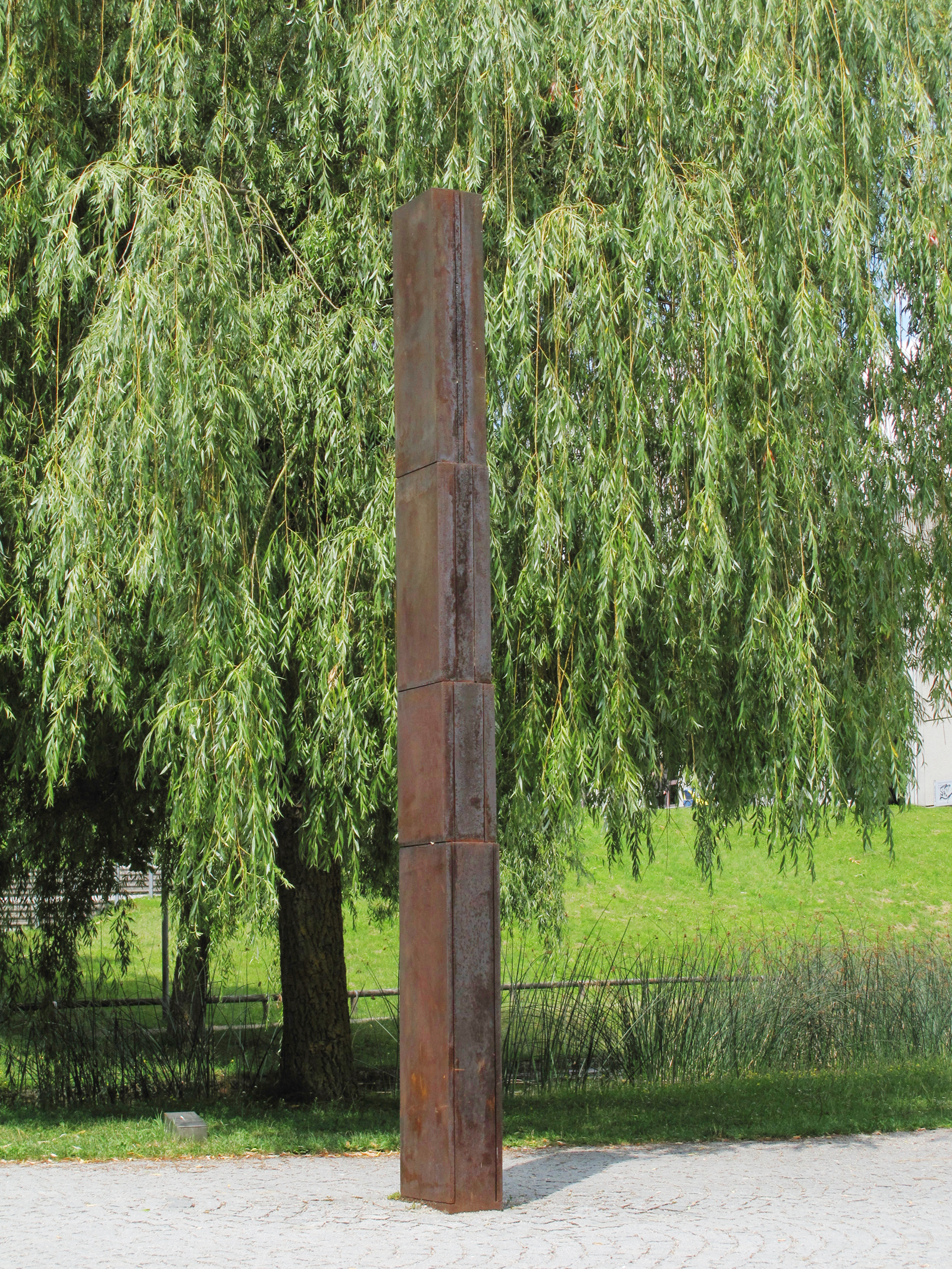
Nr. 15 : Stele - Kern und Hülle van Joachim Bandau
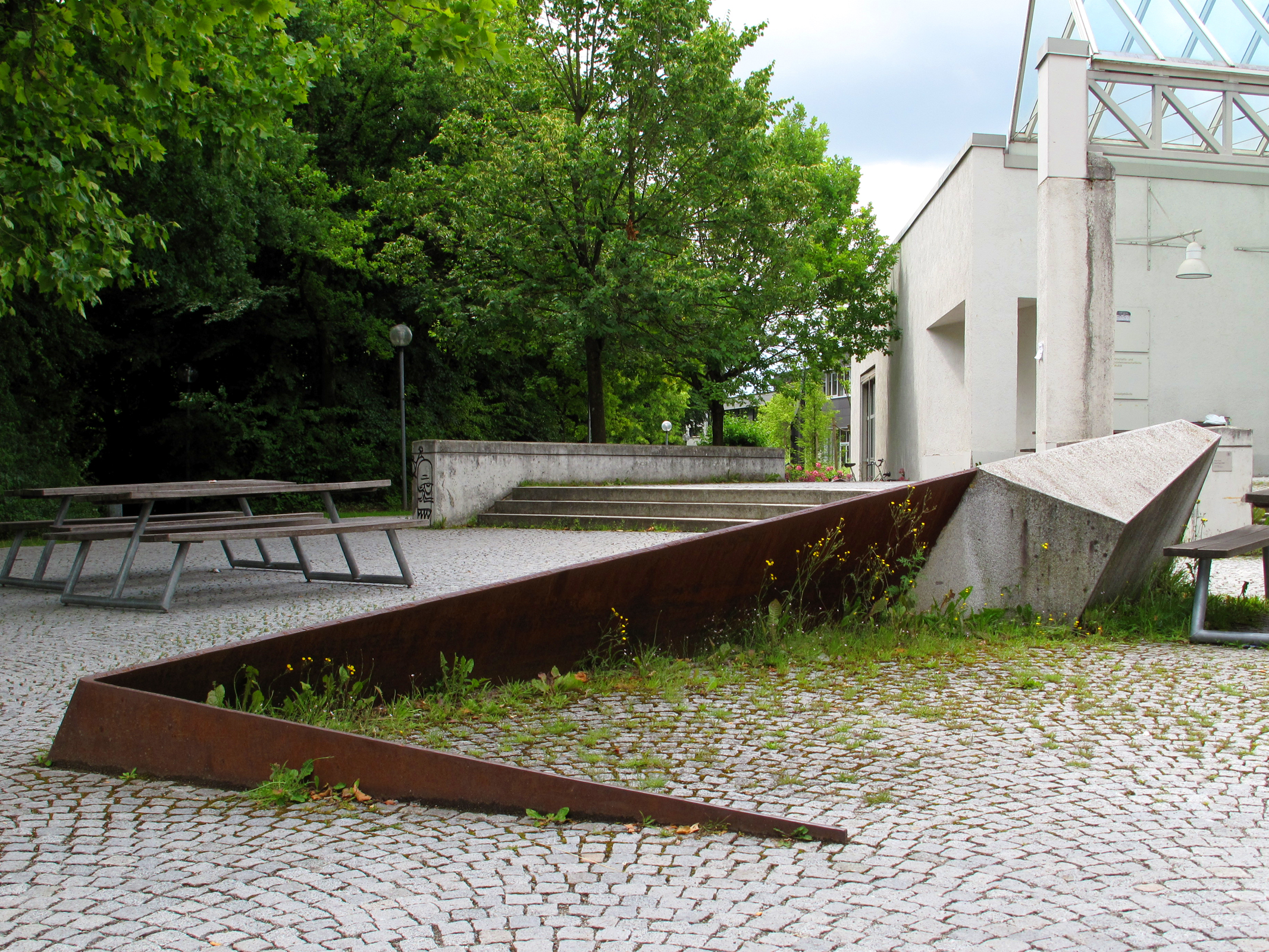
Nr. 16 : Ohne Titel van Klaus Goth
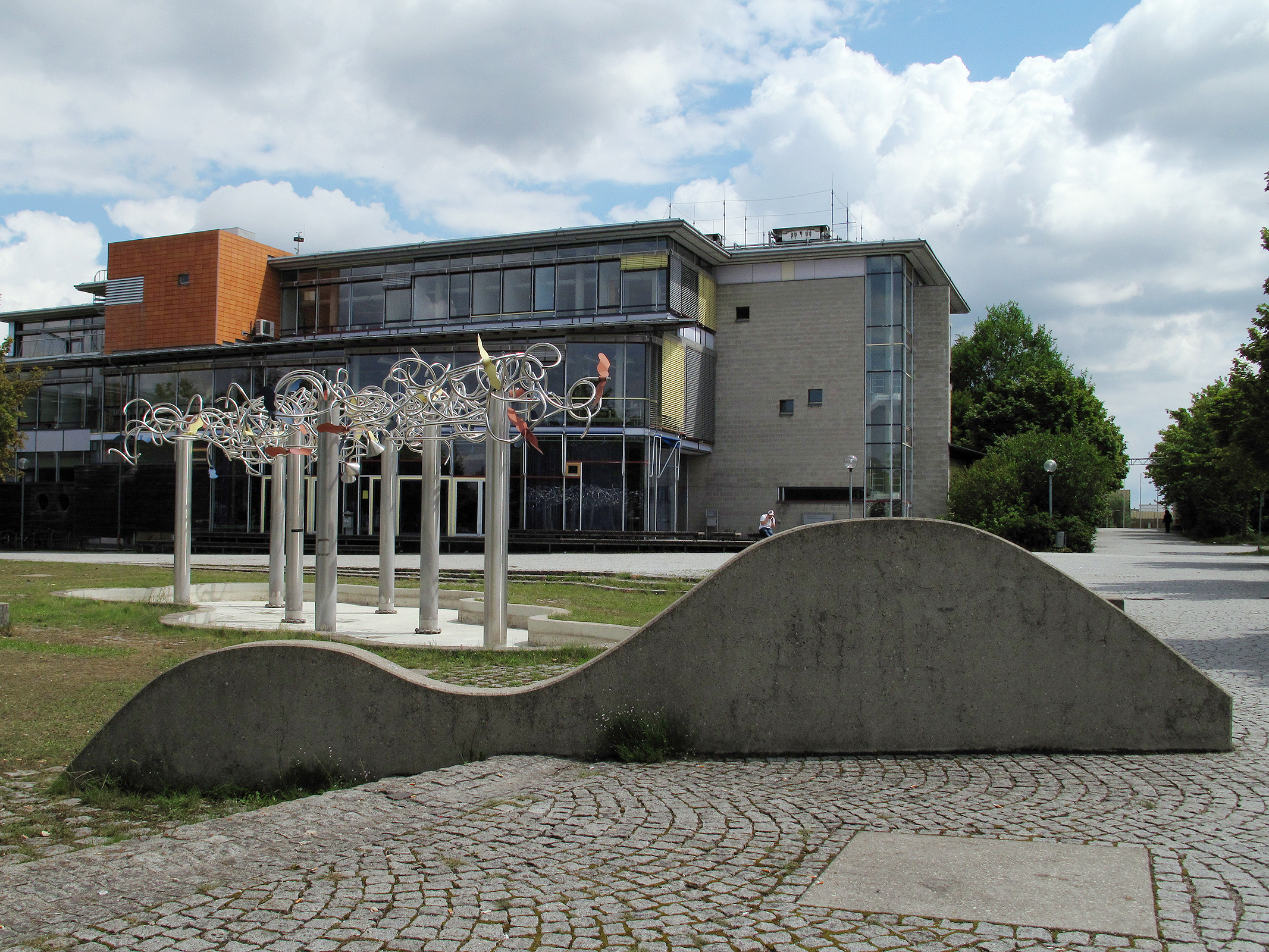
Nr. 17 : Brunnen van Erika Berckhemer
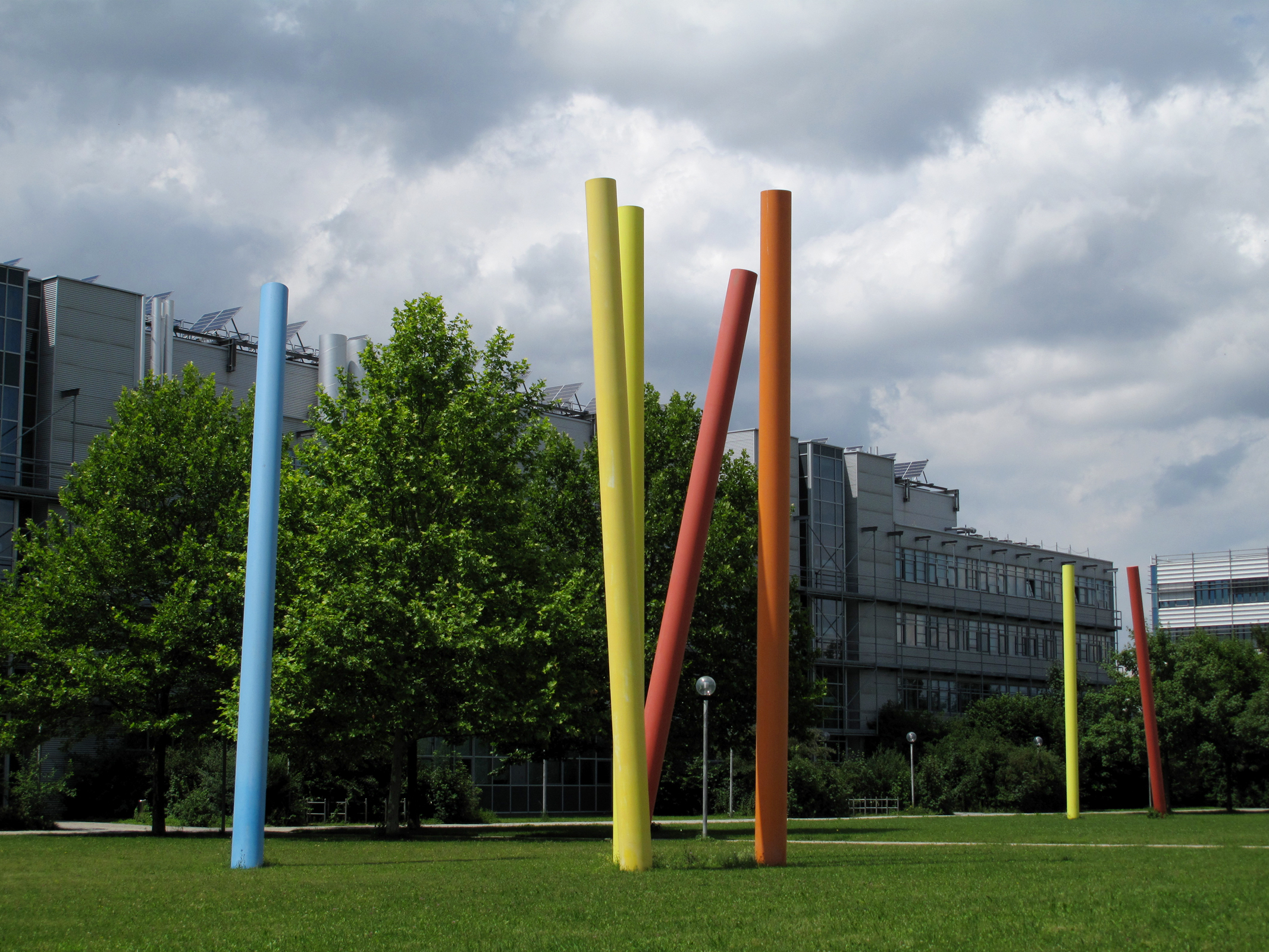
Nr. 18 : Mikado van Edgar Knoop
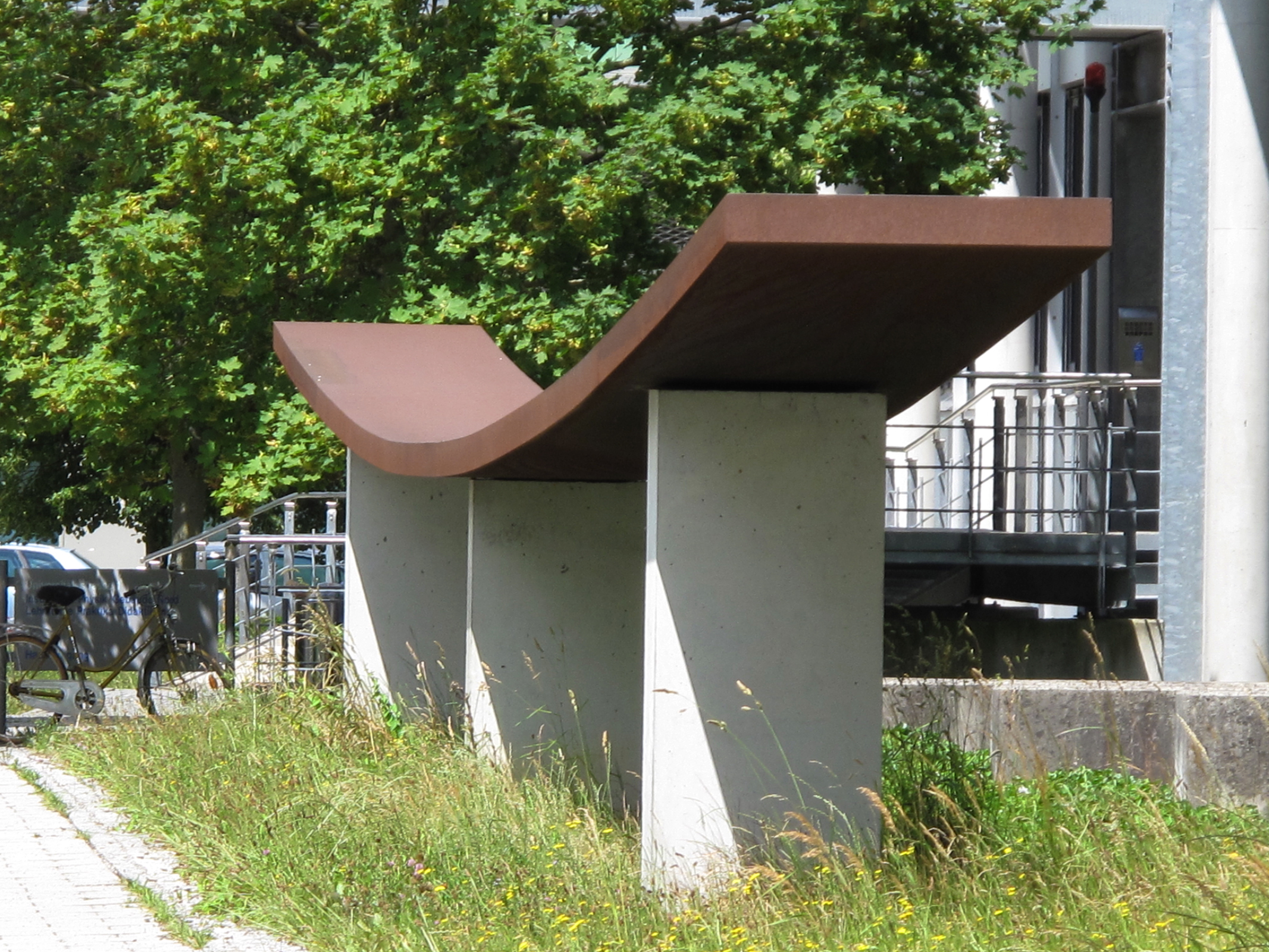
Nr. 19 : Stahlband van Hermann Kleinknecht
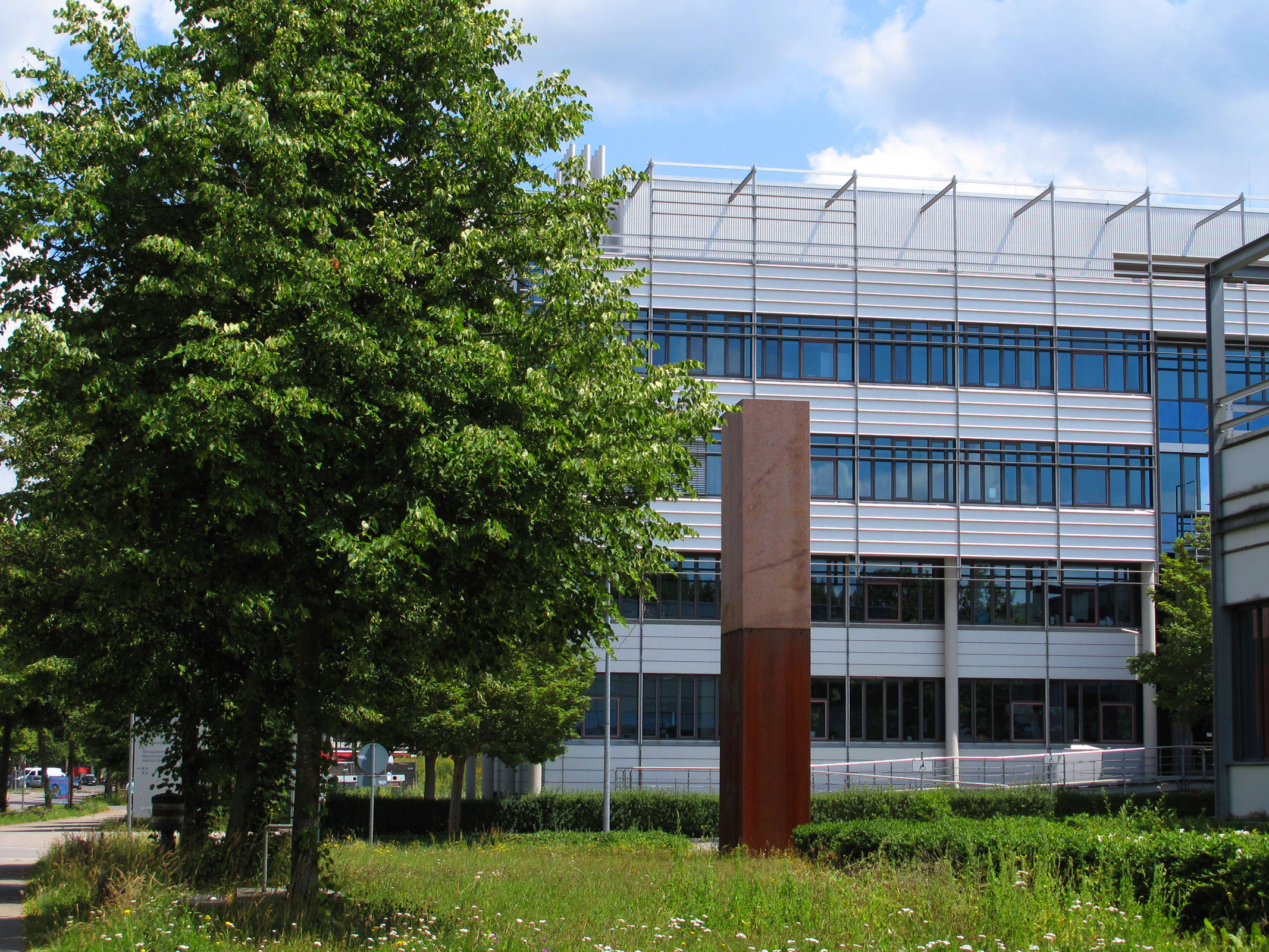
Nr. 20 : Koordinaten nach Süden geöffnet van Hiromi Akiyama
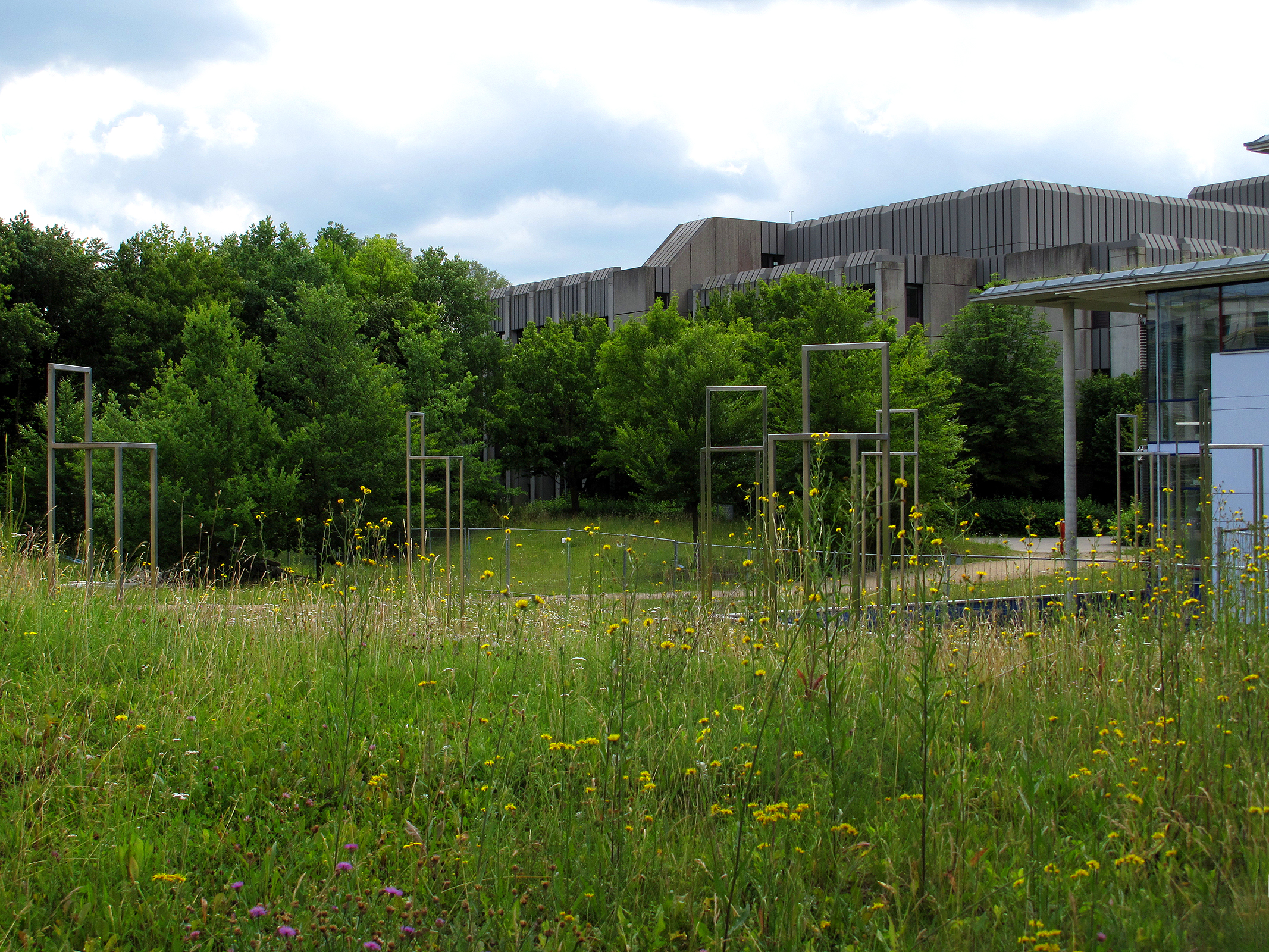
Nr. 22 : Gesetz van Sabrina Hohmann